# Sárgatúró
A sárgatúró egy erősen valláshoz kapcsolódó, húsvéti étel. Főként a görögkatolikus vidékeken ismert, többek között Csereháton, a Hajdúságban és Szabolcs-Szatmár-Bereg vármegyében. Ezeken a vidékeken annyira elterjedt, hogy akár a római katolikus vallásúak is elkészítették (és készítik a mai napig), a húsvéti vallási szokások jegyében. Több néven ismert: sárga- vagy édestúró, túrócska, illetve szláv eredetű szóval szirikk vagy szirka.

## Eredete
A húsvétot megelőző nagyböjtöt (40 napos böjtölést) lezárandó a vasárnapi asztalra már bőségesen kerülhetett étel. Ezeket az ételeket mind a római katolikusok, mind a görögkatolikusok vasárnap délelőtt a templomba vitték, hogy felszenteljék. Régebben hatalmas batyukba tették az ételt és mindent elvittek a templomba, hogy megszentelhessék, majd csak egy-egy darabot vágtak a kenyérből vagy kalácsból, a sonkából és a sárgatúróból is. A jellegzetes húsvéti kalácsot pászkának is hívták, innen a pászkaszentelés összefoglaló név, amely később minden húsvéti étel szentelésére vonatkozott. A sárgatúró eredetileg a görögkatolikusok étke, de azokon a vidékeken a római katolikusok is ismerik, és szívesen készítik, de csak húsvétkor. Ez adja az étel ünnepélyes jellegét.

## Hagyományok
A pászkaszentelést a vasárnapi húsvéti mise után tartották, illetve vannak olyan települések, ahol a mai napig él ez a szokás. Az ételeket egy csak ilyenkor használatos kosárban viszik az asszonyok a templomba, ünnepi terítővel letakarva – amely szintén csak e nevezetes alkalomra van. A szentmise végén leveszik a terítőt az ételekről, hogy megszentelhesse azokat a pap. A kosárban nagy valószínűséggel kalács, sonka, kolbász, só, tojás és sárgatúró van, manapság még sütemények is.
A sárgatúrót akár 30 db tojásból is készítheti egy-egy család. Ehhez a mennyiségű tojáshoz 3 liter tejet is elhasználnak, a forró tejhez adják, majd cukorral ízesítik és addig kevergetik, amíg túró állagú nem lesz. A végén egy kendőben csepegtetik le. Ezt a lecsepegtetett levét felfogják egy edényben és húsvét reggelén megisszák. Magát a sárgatúrót a sonkához és a kalácshoz fogyasztják.

## Hiedelmek
Bár ezek a hiedelmek nem a sárgatúróhoz kapcsolódnak, de érdekességek a felszentelt pákáról. Néhány településen, például Filkeházán megkerülték a megszentelt kosárral a házat, így üldözték el a gonoszt és a rossz dolgokat. Az első világháború előtt csak a megszentelt ételeket fogyasztották, utána húsvéthétfőn már húslevest illetve tormaleveles töltött káposztát is fogyasztottak. A megszentelt sonka csontját is megtartották, és hasonló tulajdonságokkal ruházták fel, mint a szentelt barkát. Azaz rossz idő esetén megvédte őket a villámlástól és gyógyhatást tulajdonítottak neki. 

## Elkészítése
A tejet felforralják, beleteszik a cukrot, valamint a sót. A felvert tojásokat hozzáadják a felforrt tejhez, és alacsony lángon addig főzik, míg az állaga túrószerű nem lesz. Fémlapáttal vagy spatulával kell kevergetni fakanál helyett, hogy ne égjen le. Vászonruhába öntik, az anyagot összekötik, a levet ezzel leszűrik, majd a gömböt fellógatják és hagyják lecsepegni. Egyes receptek mazsolát is tesznek a sárgatúróba.